# عرق (تور کنسرت)
عرق (به انگلیسی: Sweat) تور کنسرت دونفره‌ای از خواننده-ترانه‌پرداز انگلیسی چارلی ایکس‌سی‌ایکس و خواننده-ترانه‌پرداز استرالیایی تروی سیوان می‌باشد که به‌منظور حمایت از به‌ترتیب آلبوم‌های لوس (۲۰۲۴) و چیزی برای دادن به یکدیگر (۲۰۲۳) برگزار شد. این تور در ۱۴ سپتامبر سال ۲۰۲۴ در دیترویت، میشیگان آغاز گردید و در ۲۳ اکتبر سال ۲۰۲۴ در سیاتل، واشینگتن به پایان رسید.